# Cimiero
In araldica il cimiero è la figura, o l'insieme delle figure, che cima, cioè che sormonta, l'elmo o più figure, come ad esempio la corona posti come timbro, cioè al di sopra dello scudo araldico. Nel caso in cui l'elmo sia munito di corona, il cimiero è posto sopra di essa.

## Funzione
Si ritiene che la funzione originale del cimiero fosse quella di rendere più imponente e terrificante il cavaliere che se ne dotava; in questo il cimiero può essere assimilato alle spoglie di animali uccisi con cui si ornavano il capo i guerrieri più antichi, o alcuni soldati con funzioni speciali, come i signiferi romani che avevano il capo coperto con una testa di lupo.
Più tardi il cimiero rimase solo come ornamento dell'elmo araldico. Talora è costituito da una delle figure presenti sullo scudo, e allora ne ripete i colori, altre volte, invece, è una figura che corrisponde all'impresa del titolare dello scudo.
L'araldica tedesca è particolarmente ricca di cimieri, spesso presenti in numero elevato.

Casa d'Aragona col cimiero di drago uscente
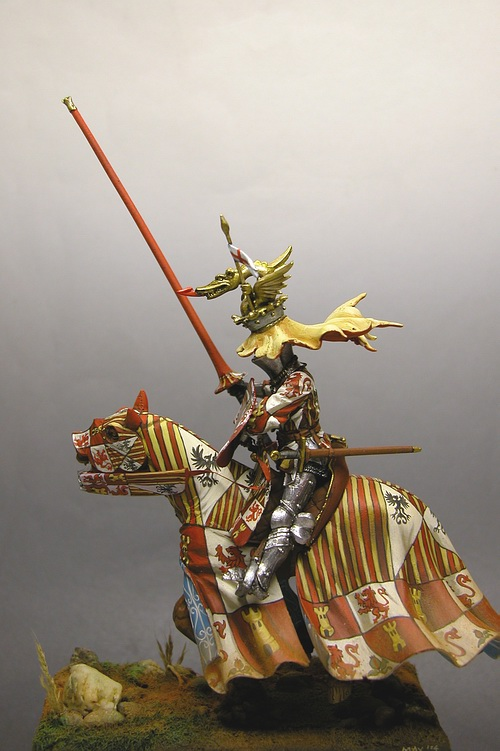
Alfonso d'Aragona cavaliere del Toson d'oro, cimiero di drago uscente
Destrocherio armato di spada, nascente dalla corona nobiliare (Grazzano Badoglio)
Corona marchionale cimata da elmo con un destrocherio armato posto tra due corna di cervo, impugnante una spada d'argento, con l'elsa d'oro, che taglia il nodo ultimo del corno sinistro (Crema)
Cimiero di lupo (famiglia Balsic)
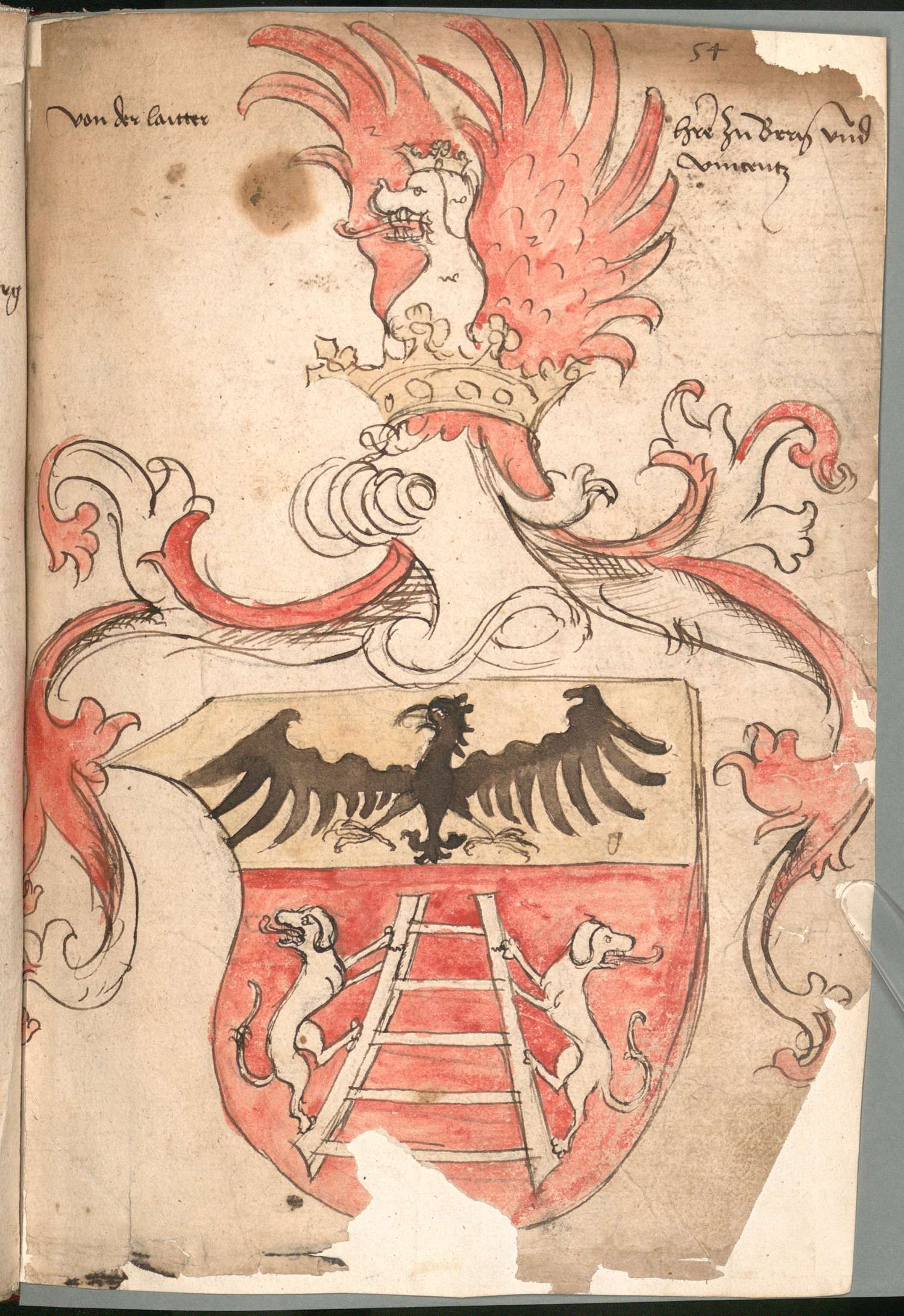
Cimiero con il cane alato. Wernigeroder (Schaffhausensches), stemma Casato della Scala; Germania meridionale, IV quarto del XV secolo, Biblioteca di Stato bavarese, Monaco di Baviera, Cod. icon. 308 d.C.
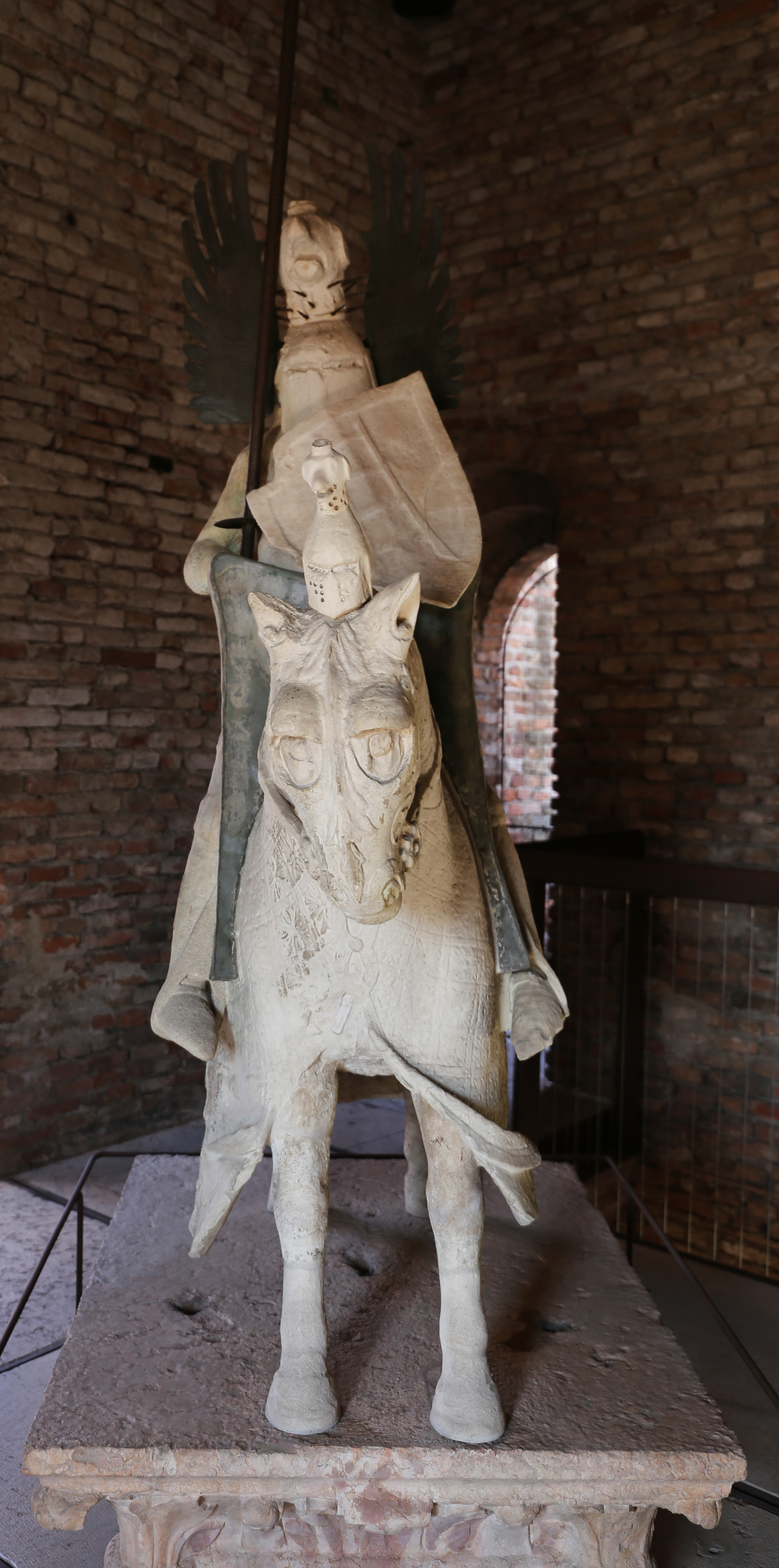
Statua equeste di Mastino II della Scala, con il cimiero di cane alato
Cimiero con il giglio alato. Renato d'Angiò (1409-1480), re di Napoli e di Aragona, re titolare di Gerusalemme, duca d'Angiò e di Bar, conte di Provenza e Piemonte.
Cimiero con san Vittore, nascente dalla corona (Varese)
Cavallo come cimiero